# ФК «Крылья Советов» в сезоне 1997
Сезон 1997 — 54-й сезон «Крыльев Советов», в том числе 32-й сезон в первом по значимости дивизионе страны (СССР/Россия).
К началу сезона «Крылья Советов» смогли сохранить почти весь прошлогодний состав. Кроме того пополнили команду полузащитники Игорь Лузякин и Гела Иналишвили, защитники Зураб Попхадзе и Сергей Лущан.
В период дозаявок в команду пришёл лишь один игрок — форвард Сергей Булатов. Он сразу заиграл удачно и уже во втором своём матче смог забить гол. Всего за второй круг он отличился 9 раз.

## События
Матч в Новороссийске 13 сентября стал 900-м в высшем дивизионе

## Руководство
- Президент клуба — Борис Вальков
- Начальник команды — Анатолий Быткин
- Главный тренер — Александр Аверьянов
- Тренеры — Равиль Аряпов и Владимир Шкреба
- Тренер-селекционер — Григорий Шерихора
- Врач — Олег Попов
- Массажист — Виктор Сачко
- Администратор — Валерий Репин

## Состав
| № |                         | Поз. | Имя                 | Год рождения |
| - | ----------------------- | ---- | ------------------- | ------------ |
|   | Флаг России             | Вр   | Юрий Шишкин         | 1963         |
|   | Флаг России             | Вр   | Василий Слободько   | 1973         |
|   | Флаг России             | Защ  | Сергей Грибов       | 1970         |
|   | Флаг России             | Защ  | Андрей Резанцев     | 1965         |
|   | Флаг России             | Защ  | Сергей Шишкин       | 1973         |
|   | Флаг Украины            | Защ  | Василий Мазур       | 1970         |
|   | Флаг Узбекистана        | Защ  | Сергей Лущан        | 1973         |
|   | Флаг Грузии (1990—2004) | Защ  | Зураб Попхадзе      | 1972         |
|   | Флаг России             | ПЗ   | Александр Аверьянов | 1969         |
|   | Флаг России             | ПЗ   | Александр Цыганков  | 1968         |
|   | Флаг России             | ПЗ   | Сергей Макеев       | 1966         |
|   | Флаг России             | ПЗ   | Виктор Булатов      | 1972         |

| № |                         | Поз. | Имя                 | Год рождения |
| - | ----------------------- | ---- | ------------------- | ------------ |
|   | Флаг Беларуси           | ПЗ   | Александр Орешников | 1973         |
|   | Флаг России             | ПЗ   | Сергей Корчагин     | 1975         |
|   | Флаг Сирии (1980—2024)  | ПЗ   | Нихад Буши          | 1973         |
|   | Флаг Грузии (1990—2004) | ПЗ   | Гела Иналишвили     | 1966         |
|   | Флаг России             | ПЗ   | Игорь Лузякин       | 1968         |
|   | Флаг России             | Нап  | Гарник Авалян       | 1962         |
|   | Флаг России             | Нап  | Виталий Сафронов    | 1973         |
|   | Флаг России             | Нап  | Зураб Циклаури      | 1974         |
|   | Флаг Грузии (1990—2004) | Нап  | Мамука Минашвили    | 1971         |
|   | Флаг Сирии (1980—2024)  | Нап  | Анас Махлюф         | 1973         |
|   | Флаг России             | Нап  | Сергей Булатов¹     | 1972         |

¹ первый матч — 9 июля

### Изменения в составе
| Пришли                  | Из клуба  |
| ----------------------- | --------- |
| п Игорь Лузякин         | Океан     |
| з Сергей Лущан          | Океан     |
| з Зураб Попхадзе        | Металлург |
| п Гела Иналишвили       | Динамо    |
| н Сергей Булатов (июль) | Балтика   |

| Ушли                  | В клуб          |
| --------------------- | --------------- |
| в Александр Мартешкин | КАМАЗ-Чаллы     |
| п Александр Цилюрик   | Диана (Волжск)  |
| з Андрей Анищенко     | Кривбасс        |
| п Сергей Шмонин       | Закончил играть |

### Статистика
| Игрок      | Игр       | Голов     | Предупреждён | Red card  | ВЗ        | БЗ        | Игр   | Голов | Предупреждён | Red card | ВЗ    | БЗ    |
|            | Чемпионат | Чемпионат | Чемпионат    | Чемпионат | Чемпионат | Чемпионат | Кубок | Кубок | Кубок        | Кубок    | Кубок | Кубок |
| Шишкин Ю.  | 31        | (-30)     | 1            |           |           |           | 4     | (-1)  | 1            |          |       |       |
| Слободько  | 3         |           |              |           |           |           | 1     | (-1)  |              |          |       |       |
| Грибов     | 1         |           |              |           | 1         |           |       |       |              |          |       |       |
| Резанцев   | 19        |           | 3            |           | 3         | 1         | 5     |       | 1            |          |       |       |
| Мазур      | 28        |           | 2            | 1         |           |           |       |       |              |          |       |       |
| Лущан      | 19        |           | 1            |           | 16        |           | 4     |       |              |          | 1     | 2     |
| Попхадзе   | 25        |           |              |           | 1         | 2         | 5     | 1     |              |          | 1     | 1     |
| Аверьянов  | 29        | 1         | 1            |           | 1         | 4         | 2     |       |              |          |       | 1     |
| Цыганков   | 32        |           | 2            |           | 2         | 7         | 5     |       |              |          | 2     | 1     |
| Макеев     | 22        |           | 4            |           | 3         | 6         | 4     |       |              |          | 1     | 1     |
| Булатов В. | 28        | 5         | 5            | 1         | 2         | 2         | 4     | 2     |              |          | 1     | 1     |
| Орешников  | 32        |           | 7            |           | 1         | 8         | 3     |       |              |          | 2     |       |
| Буши       | 7         |           | 1            |           | 5         | 1         | 2     |       |              |          | 1     |       |
| Иналишвили | 9         |           |              |           | 7         | 2         | 3     |       |              |          | 1     |       |
| Лузякин    | 7         |           |              |           | 3         | 1         | 3     |       |              |          | 1     | 1     |
| Авалян     | 34        | 3         | 2            |           | 3         | 23        | 4     | 1     |              |          |       | 4     |
| Сафронов   | 33        | 3         | 6            |           | 7         | 4         | 5     | 1     | 1            |          |       | 2     |
| Циклаури   | 19        | 2         | 1            | 1         | 11        | 8         | 2     | 1     | 1            |          |       |       |
| Минашвили  | 34        | 5         | 2            |           | 15        | 14        | 4     | 1     | 1            |          | 1     |       |
| Махлюф     | 8         | 2         |              |           | 8         |           | 1     |       |              |          | 1     |       |
| Булатов С. | 16        | 9         | 2            |           | 6         | 9         | 2     | 1     |              |          | 1     |       |

ВЗ — выходил на замену

БЗ — был заменён

## Чемпионат

### Календарь
| Тур | Хозяева        | Счёт | Гости           |
| --- | -------------- | ---- | --------------- |
| 1   | Локомотив HH   | 0:1  | Крылья Советов  |
| 2   | Крылья Советов | 1:0  | Факел           |
| 3   | Динамо         | 0:1  | Крылья Советов  |
| 4   | Крылья Советов | 1:3  | Алания          |
| 5   | Ротор          | 1:1  | Крылья Советов  |
| 6   | Крылья Советов | 0:1  | Жемчужина       |
| 7   | Шинник         | 1:0  | Крылья Советов  |
| 8   | Крылья Советов | 0:1  | Торпедо-Лужники |
| 9   | Спартак        | 2:0  | Крылья Советов  |
| 10  | Крылья Советов | 1:0  | Черноморец      |
| 11  | КАМАЗ-Чаллы    | 3:0  | Крылья Советов  |
| 12  | Крылья Советов | 1:0  | ЦСКА            |
| 13  | Зенит          | 0:0  | Крылья Советов  |
| 14  | Тюмень         | 1:0  | Крылья Советов  |
| 15  | Крылья Советов | 0:0  | Балтика         |
| 16  | Ростсельмаш    | 1:1  | Крылья Советов  |
| 17  | Крылья Советов | 1:0  | Локомотив М     |

| Тур | Хозяева         | Счёт | Гости          |
| --- | --------------- | ---- | -------------- |
| 18  | Крылья Советов  | 4:0  | Локомотив HH   |
| 19  | Факел           | 2:2  | Крылья Советов |
| 20  | Крылья Советов  | 0:1  | Динамо         |
| 21  | Алания          | 1:1  | Крылья Советов |
| 22  | Крылья Советов  | 1:2  | Ротор          |
| 23  | Жемчужина       | 0:1  | Крылья Советов |
| 24  | Крылья Советов  | 0:0  | Шинник         |
| 25  | Торпедо-Лужники | 0:1  | Крылья Советов |
| 26  | Крылья Советов  | 1:2  | Спартак        |
| 27  | Черноморец      | 3:0  | Крылья Советов |
| 28  | Крылья Советов  | 4:0  | КАМАЗ-Чаллы    |
| 29  | ЦСКА            | 1:2  | Крылья Советов |
| 30  | Крылья Советов  | 1:0  | Зенит          |
| 31  | Крылья Советов  | 1:0  | Тюмень         |
| 32  | Балтика         | 2:0  | Крылья Советов |
| 33  | Крылья Советов  | 3:0  | Ростсельмаш    |
| 34  | Локомотив М     | 2:1  | Крылья Советов |

### Итоговая таблица
| Место | Клуб            | Игр | В  | Н  | П  | М     | О  |
| ----- | --------------- | --- | -- | -- | -- | ----- | -- |
| 1     | Спартак         | 34  | 22 | 7  | 5  | 67-30 | 73 |
| 2     | Ротор           | 34  | 20 | 8  | 6  | 54-27 | 68 |
| 3     | Динамо          | 34  | 19 | 11 | 4  | 50-20 | 68 |
| 4     | Шинник          | 34  | 15 | 10 | 9  | 38-35 | 55 |
| 5     | Локомотив       | 34  | 15 | 9  | 10 | 47-37 | 54 |
| 6     | Черноморец      | 34  | 13 | 14 | 7  | 40-26 | 53 |
| 7     | Крылья Советов  | 34  | 14 | 7  | 13 | 32-30 | 49 |
| 8     | Зенит           | 34  | 13 | 10 | 11 | 28-29 | 49 |
| 9     | Балтика         | 34  | 11 | 16 | 7  | 38-33 | 49 |
| 10    | Алания          | 34  | 14 | 4  | 16 | 52-42 | 46 |
| 11    | Торпедо-Лужники | 34  | 13 | 6  | 15 | 50-46 | 45 |
| 12    | ЦСКА (Москва)   | 34  | 11 | 9  | 14 | 31-42 | 42 |
| 13    | Ростсельмаш     | 34  | 9  | 14 | 11 | 34-38 | 41 |
| 14    | Жемчужина       | 34  | 11 | 7  | 16 | 38-51 | 40 |
| 15    | Тюмень          | 34  | 9  | 7  | 18 | 28-46 | 34 |
| 16    | Факел           | 34  | 7  | 5  | 22 | 25-49 | 26 |
| 17    | Локомотив-НН    | 34  | 6  | 5  | 23 | 26-60 | 23 |
| 18    | КАМАЗ-Чаллы¹    | 34  | 8  | 3  | 23 | 38-75 | 21 |

¹«КАМАЗ-Чаллы» был лишён 6 очков за неуплату трансферной пошлины

### Первый круг

#### 1 тур. Локомотив НН — Крылья Советов 0:1
За несколько часов до матча в Нижнем Новгороде пошёл сильный снег и к началу игры даже искусственный подогрев не помог очистить поле от снега. Несмотря на это играть пришлось белым мячом, видимо организаторы не были готовы к такой погоде. Единственный гол в этой игре был забит после стандарта. На 76-й минуте капитан «Крыльев» Авалян обыграл своего опекуна Зубкова, и тот сбил самарца на линии штрафной. Судья показал жёлтую карточку ставшую для него второй и назначил штрафной удар. Подошедший к мячу Авалян вместо навеса в штрафную легонько отпасовал мяч назад набегавшему Аверьянову, удар которого получился сильным и точным. В концовке матча хорошую возможность увеличить счёт имел вышедший на замену Циклаури.
Удачно открыв сезон, «Крылья» вновь отправились в Анапу готовиться к следующему матчу. Приступил к тренировкам нападающий Анас Махлюф.
| 16 марта, 1997 -5 °C | \| Локомотив НН \| 0:1 (0:0) \| Крылья Советов \| \| \| Голы \| Аверьянов, 76' \| | Стадион: Локомотив, Нижний Новгород Зрителей: 13000 Судья: Бутенко |
| · Локомотив НН:Сацункевич, Осколков, Афанасьев, Кураев, Нижегородов (Передня, 22'), Казаков, Власов, Зубков, Чудин, Бавыкин, Мухамадиев · Крылья Советов: Шишкин, Шишкин С., Мазур, Резанцев, Орешников (Буши, 62'), Макеев (Циклаури, 70'), Цыганков, Аверьянов, Сафронов, Минашвили (Лущан, 46'), Авалян · Зубков, 16' (грубая игра)(Л) 28', Цыганков, 23' (грубая игра)(КС), Циклаури, 72' (грубая игра)(КС) · Зубков, 74' (грубая игра)(Л) |                                                                                   |                                                                    |
| Локомотив НН | 0:1 (0:0)                                                                         | Крылья Советов                                                     |
| | Голы                                                                              | Аверьянов, 76'                                                     |

#### 2 тур. Крылья Советов — Факел 1:0
«Крылья» были вынуждены провести свой первый домашний матч в Новороссийске. По решению совета ПФЛ самарский «Металлург» не мог принять матч, так как не имел искусственного подогрева поля. Единственный гол в игре забил в конце первого тайма «Факел» в свои ворота. Сергей Шишкин бил по воротам метров с пяти, но угодил в Городова. За отскочивший мяч боролись Щёголев и один из волжан. Щёголев первым успел к мячу, но выбил его прямо в ворота.
Этот эпизод привлёк внимание как болельщиков, так и инспекторов матча, которые поставили арбитрам за игру «неуды». Самарец боровшийся со Щёголевым находился в офсайде, но арбитры этого не зафиксировали. При этом у «Крыльев», особенно во втором тайме, было много голевых моментов. На 48-й минуте Аверьянов имел хороший шанс увеличить счёт, позже Авалян не забил при выходе один на один.

После второго тура «Крылья Советов» возглавили турнирную таблицу вместе с московским «Спартаком».
| 21 марта, 1997 +4 °C | \| Крылья Советов \| 1:0 (1:0) \| Факел \| \| Щёголев, 41' (автогол) \| Голы \| \| | Стадион: Труд, Новороссийск Зрителей: 2000 Судья: Кожухов |
| · Крылья Советов: Шишкин, Шишкин С., Мазур, Резанцев, Орешников, Макеев, Цыганков, Аверьянов, Сафронов, Минашвили (Циклаури, 46') (Буши, 90'), Авалян (Лущан, 85') · Факел:Городов, Елсуков (А. Морозов, 71'), Бескровный, Щёголев, Ямлиханов, О. Морозов, Юдин, Неучев, Шмаров, Сёмин, Стёпин, Щеголев, 24' (недисцип. поведение)(Ф), Шишкин С., 25' (грубая игра)(КС), Щеголев, 24' (недисцип. поведение), Юдин, 40' (недисцип. поведение)(Ф) |                                                                                    |                                                           |
| Крылья Советов | 1:0 (1:0)                                                                          | Факел                                                     |
| Щёголев, 41' (автогол) | Голы                                                                               |                                                           |

#### 3 тур. Динамо — Крылья Советов 0:1
На 15-й минуте Авалян прошёл по правому флангу, ворвался в штрафную, переадресовал мяч Макееву, удар которого принял на себя защитник. Мяч от защитника отскочил к дежурившему в центре штрафной Минашвили, который ударил в самый угол ворот Сметанина.
«Крылья» сделали ставку на контратаки и на ошибки соперника, которых было предостаточно. Пытаясь отыграться, «Динамо» чуть не пропустило. На 36-й минуте Макеев едва не поразил дальний угол. Авалян попал во вратаря вышедшего ему на встречу. Самарцам показалось что Сметанин сыграл за пределами штрафной рукой, но судья решил иначе. Конец первого тайма и начало второго «Крылья» провели в постоянных атаках, не давая динамовцам выйти со своей половины поля. К середине второго тайма динамовцы активизировали свои атаки, но Шишкин надёжно защищал свои ворота.   
После 3 тура «Крылья» продолжали делить первую строчку со «Спартаком».
| 2 апреля, 1997 +7 °C | \| Динамо \| 0:1 (0:1) \| Крылья Советов \| \| \| Голы \| Минашвили, 15' \| | Стадион: Динамо, Москва Зрителей: 3500 Судья: Гусев (Тобольск) |
| · Динамо:Сметанин, Яхимович, Ковтун, Островский, Штанюк, Кобелев, Гришин (Гордеев, 67'), Скоков (Куценко, 78'), Кузнецов, Некрасов (Тишков, 46'), Терехин · Крылья Советов:Шишкин, Шишкин С. (Лущан, 79'), Мазур, Резанцев, Орешников, Макеев, Цыганков, Аверьянов, Сафронов, Минашвили (Буши, 61'), Авалян (Иналишвили, 86') · Буши, 67' (откидка мяча)(КС), Аверьянов, 89' (задержка руками)(КС) |                                                                             |                                                                |
| Динамо | 0:1 (0:1)                                                                   | Крылья Советов                                                 |
| | Голы                                                                        | Минашвили, 15'                                                 |

#### 4 тур. Крылья Советов — Алания 1:3
Три победы «Крыльев» в первых трёх турах, а также то, что дома они ещё не играли, создали у болельщиков повышенный интерес к матчу. Ожидался рекорд посещаемости и он был взят. На трибунах не было свободного места, болельщики стояли и сидели даже в проходах. 44 тысячи смотрели в этот день матч на трибунах Металлурга при вместимости 38 000. Газзаевская «Алания» к 4 туру проиграла два матча и не реализовала несколько пенальти.
Стараясь на разочаровать болельщиков Крылья с первых минут пошли в атаку. На 5й минуте Сергей Макеев отдал длинный пас из глубины поля Сафронову. Тот под углом слева ворвался в штрафную гостей и переиграв Хапова, отправив мяч в левый от вратаря угол.
Оживили гостей две замены. Появившиеся на поле Мацулявичус и Тедеев стали авторами двух голевых эпизодов. На последних секундах первого тайма «Алания» сравняла счёт. После подачи углового с левого фланга мяч отлетел к линии штрафной площадки, где в борьбе с Мацалявичусом нарушил правила Цыганков. Яновский пробил пенальти точно.
Второй тайм «Крылья» проиграли полностью. Инициатива в середине поля перешла к гостям. «Алания» проводила одну атаку за другой. На 64 минуте после подачи углового Шишкину вновь пришлось доставать мяч из сетки. Вскоре «Алания» имела шанс забить ещё, но мяч после удара Подериса угодил в крестовину. За шесть минут до свистка Гахокидзе пробил с 12 метров точно в ворота. 3:1.
| 5 апреля, 1997 +10 °C | \| Крылья Советов \| 1:3 (1:1) \| Алания \| \| Сафронов, 5' \| Голы \| Яновский, 45' (с пенальти) Цхададзе, 64' Гахокидзе, 84' \| | Стадион: Металлург, Самара Зрителей: 44000 Судья:Овчинников |
| · Крылья Советов: Шишкин, Шишкин С., Мазур, Резанцев, Орешников, Макеев (Иналишвили, 80'), Цыганков (Буши, 46'), Аверьянов, Сафронов, Минашвили (Лущан, 73'), Авалян · Алания:Хапов, Пагаев (Мацулявичюс, 40'), Гахокидзе, Шелия, Цхададзе, Мороз, Джиоев (Тедеев, 60'), Яновский, Жутаутас, Подерис, Гецко (Авдеев, 84') · Шелия, 24' (грубая игра)(А), Цхададзе, 70' (грубая игра)(А), Яновский, 75' (систематическое нарушение правил)(А) | |                                                             |
| Крылья Советов | 1:3 (1:1) | Алания                                                      |
| Сафронов, 5' | Голы | Яновский, 45' (с пенальти) Цхададзе, 64' Гахокидзе, 84'     |

#### 5 тур. Ротор — Крылья Советов 1:1
Почти полтора суток провела команда из Самары в аэропорту «Курумоч» в ожидании лётной погоды. Матч задержался почти на 4 часа, вместо 17.00 начался в 20.45. Утомлённые перелётом, гости сразу уступили инициативу волгоградцам, решив надёжно сыграть в обороне и отвечать контратаками. Игроки «Ротора» безрезультатно пытались издали обстреливать ворота самарцев. На 21-й минуте мяч после удара Сафронова пролетел рядом со штангой. А на 25 после подачи углового ошибся Захарчук, мяч оказался у Минашвили который и забил гол. «Ротор» имел шанс отыграться, когда после удара Веретенникова мяч с линии ворот вынес Лущан. Имея преимущество но поле, «Ротор» смог забить на последней минуте первого тайма, это сделал Абрамов после углового. На 61-й минуте за вторую жёлтую карточку был удалён Шишкин. Но «Ротор» имевший много возможностей забить второй гол не смог добиться победы.
Прервалась серия защитника «Крыльев Советов» Василия Мазура, игравшего до этого матча без замен более пяти сезонов подряд.
| 12 апреля, 1997 +4 °C | \| Ротор \| 1:1 (1:1) \| Крылья Советов \| \| Абрамов, 45' (с углового) \| Голы \| Минашвили, 25' (с углового) \| | Стадион: Центральный стадион профсоюзов, Волгоград Зрителей: 15000 Судья: Зуев |
| · Ротор:Захарчук, Шмарко, Тищенко (Кривов, 76'), Геращенко, Беркетов, Зубко, Корниец, Нидергаус (Зернов, 76'), Веретенников, Есипов, Абрамов · Крылья Советов:Шишкин, Шишкин С., Лущан, Резанцев, Орешников, Макеев, Буши, Аверьянов, Сафронов (Циклаури, 87'), Минашвили (Цыганков, 68'), Авалян (Иналишвили, 78') · Шишкин С., 39' (грубая игра)(КС), Авалян, 60' (недисцип. поведение)(КС) · Шишкин С., 60' (грубая игра) | |                                                                                |
| Ротор | 1:1 (1:1) | Крылья Советов                                                                 |
| Абрамов, 45' (с углового) | Голы | Минашвили, 25' (с углового)                                                    |

#### 6 тур. Крылья Советов — Жемчужина 0:1
Перед матчем Аверьянов заявил что играть с «Жемчужиной» будет очень трудно. Футболисты Крыльев Советов устали от многочасового ожидания перелёта в Волгоград и трудного кубкового матча с «Аланией». В первом тайме полузащита Жемчужины длинными и средними пасами регулярно выводила своих нападающих к воротам Шишкина. Трижды имел возможность отличиться Богатырёв. И он же на 21 минуте после углового добил мяч. За несколько минут до этого Шишкин спас самарцев от гола после удара Гальмакова, по утверждению очевидцев Шишкин в первом тайме творил чудеса и если бы не он, то счёт стал просто разгромным. Во втором тайме гости ушли в оборону, но «Крылья» даже завладев инициативой не смогли создать практически ничего опасного у ворот Крюкова. «Жемчужина» смогла легко удержать счёт до финального свистка. Первый раз в сезоне «Крылья» не смогли забить.

| 19 апреля, 1997 +15 °C | \| Крылья Советов \| 0:1 (0:1) \| Жемчужина \| \| \| Голы \| Богатырёв, 20' \| | Стадион: Металлург, Самара Зрителей: 25000 Судья: Анохин |
| · Крылья Советов: Шишкин, Шишкин С., Попхадзе, Резанцев, Иналишвили (Булатов, 70'), Макеев, Буши (Лущан, 46'), Аверьянов, Сафронов, Минашвили, Авалян (Циклаури, 61') · Жемчужина: Крюков, Бондарук, Новгородов, Гальмаков, Горелов, Горшков, Кузнецов (Мокрицкий, 81'), Матвиенко, Гогричиани (Шубин, 71'), Санько, Богатырёв · Санько, 38' (грубая игра)(Ж), Минашвили, 81' (игра рукой)(КС) Горелов, 83' (грубая игра)(Ж), Бондарук, 85' (игра рукой)(Ж) · Санько, 89' (удар соперника рукой)(Ж) · Циклаури, 89' (удар соперника рукой)(КС) |                                                                                |                                                          |
| Крылья Советов | 0:1 (0:1)                                                                      | Жемчужина                                                |
| | Голы                                                                           | Богатырёв, 20'                                           |

#### 7 тур. Шинник — Крылья Советов 1:0
«Крылья Советов» весь матч имели игровое преимущество. Первый удар в створ ворот ярославцы нанесли только на 23-й минуте. «Крылья» уверенно играли в центре поля. На 23 минуте из глубины поля на правый фланг сделал длинный пас Вязьмикин, Гришин получил мяч, прошёл с ним к штрафной и сделал передачу в центр. Герасимов, получив мяч, на скорости обошёл защиту «Крыльев Советов» и переиграл вратаря. Самарцы ещё в первом тайме имели несколько возможностей для взятия ворот. Минашвили от углового флажка сделал передачу Лущану, который в падении бил головой, но мяч пролетел рядом со штангой. Быструю контратаку организовали Сафронов и Булатов, но потеряли мяч в штрафной «Шинника». Во втором тайме «Шинник» стал играть на удержание счёта. «Крылья» могли отличиться ещё несколько раз. В самом начале второго тайма Орешникова пробил во вратаря. В середине тайма — Сафронов пробил выше ворот после выхода один на один с вратарём хозяев. Но удача была на стороне хозяев и счёт в матче так и не изменился.

| 23 апреля, 1997 | \| Шинник \| 1:0 (1:0) \| Крылья Советов \| \| Герасимов, 38' \| Голы \| \| | Стадион: Шинник, Ярославль Зрителей: 8500 Судья: Валентин Иванов |
| · Шинник:Корнюхин, Потехин, Соловцов, Путилин, Мартынов, Клестов, Гришин (Голиков, 90'), Никитин (Енин, 58'), Герасимов, Вязьмикин, Бычков · Крылья Советов: Шишкин, Шишкин С., Лущан, Попхадзе, Орешников (Иналишвили, 64'), Макеев, Булатов, Аверьянов, Сафронов, Минашвили, Авалян (Цыганков, 46') · Булатов, 50' (грубая игра)(КС), Вязьмикин, 62' (недисциплинированное поведение)(Ш) Голиков, 89' (недисциплинированное поведение)(Ш) |                                                                             |                                                                  |
| Шинник | 1:0 (1:0)                                                                   | Крылья Советов                                                   |
| Герасимов, 38' | Голы                                                                        |                                                                  |

#### 8 тур. Крылья Советов — Торпедо-Лужники 0:1
Единственный гол в матче принёсший победу забил на 23 минуте бразилец Карлос. С правого фланга Гашкин подал в штрафную, где Карлос вколотил мяч головой. Вскоре Карлос имел ещё одну реальную возможность отличиться, но промахнулся. Больше «Крылья» не давали гостям таких шансов. Постепенно хозяева захватили инициативу. В действиях самарцев появилась уверенность, а незадолго до конца первого тайма Авалян пробил головой с близкого расстояния, но попал в Пчельникова. В начале второго тайма на стадионе неожиданно погасло табло, а «Крылья» провели несколько очень опасных атак. Сначала удар Минашвили отразил вратарь «Торпедо-Лужники», затем Авалян метров с десяти пробил чуть выше ворот и снова Минашвили на этот раз попал в штангу. Минут двадцать «Крылья» имели игровое преимущество. Но несмотря на постоянные атаки и нервозность в действиях обороны «Торпедо-Лужники» забить так и не смогли. «Крылья» проиграли третий раз подряд и третий матч подряд не забили гола. 
| 3 мая, 1997 +16 °C | \| Крылья Советов \| 0:1 \| Торпедо-Лужники \| \| \| Голы \| Карлос Альберто, 23' \| | Стадион: Металлург, Самара Зрителей: 20000 Судья: Безубяк |
| · Крылья Советов: Шишкин, Шишкин С., Мазур, Резанцев, Орешников, Макеев (Минашвили, 46'), Цыганков (Иналишвили, 78'), Аверьянов (Лузякин, 83'), Сафронов, Булатов, Авалян · Торпедо-Лужники: Пчельников, Орловский, Хохлов, Машкарин, Махмутов, Бушманов, Петросянц (Прейкшайтис, 77'), Камольцев, Гашкин, Карлос Альберто (Янкаускас, 71'), Эгуавон · Карлос Альберто, 58' (грубая игра)(Т), Янкаускас, 90' (недисциплинированное поведение)(Т) |                                                                                      |                                                           |
| Крылья Советов | 0:1                                                                                  | Торпедо-Лужники                                           |
| | Голы                                                                                 | Карлос Альберто, 23'                                      |

#### 9 тур. Спартак — Крылья Советов 2:0
В первом тайме «Спартаку» удалось создать у ворот гостей всего несколько опасных моментов. На 2-й минуте Бузникин отдал пас Титову прорывающемуся по правому флангу, последовавший прострел замкнул Сергей Шишкин выбив мяч на угловой. На 9-й минуте Титов ударил по центру метров с 25, но попал в штангу. На 38 минуте Безубяк пенальти в ворота «Крыльев». Аленичев сыграл с Ширко в стенку, ворвался в штрафную. Защитник самарцев Резанцев чисто выбил мяч, после чего Аленичев упал. Многие спортивные журналисты назвали решение судьи сомнительным. После матча тренер гостей Александр Аверьянов, просмотрев видеозапись эпизода, привёдшего к назначению пенальти, остался при мнении, что арбитр допустил ошибку. Капитан москвичей Горлукович пробил по центру, Шишкин прыгнул в правый угол ворот.
Больше до конца тайма «Спартак» ничем не отличился.
На 59-й минуте Филимонов выручил «Спартак», достав в броске мяч после удара Лущана.
На 62-й минуте Аленичев вышел один на один с Юрием Шишкиным и направил мяч между ног вратаря.
В дальнейшем голкипер «Спартака» взял удар того же Лущана со средней дистанции и вовремя вышел из ворот навстречу Минашвили.

| 10 мая, 1997 +22 °C | \| Спартак \| 2:0 (1:0) \| Крылья Советов \| \| Горлукович, 38' (с пенальти) Бузникин, 61' \| Голы \| \| | Стадион: Локомотив, Москва Зрителей: 14500 Судья: Безубяк |
| · Спартак: Филимонов, Горлукович, Ананко, Ромащенко (Евсеев, 46'), Хлестов, Ширко, Бузникин, Аленичев, Титов, Евдокимов (Мелешин, 46'), Бахарев · Крылья Советов: Шишкин, Шишкин С., Мазур, Резанцев, Орешников (Авалян, 46'), Макеев, Цыганков, Аверьянов (Лущан, 54'), Сафронов (Лузякин, 65'), Минашвили, Булатов · Макеев, 24' (грубая игра)(КС), Мазур, 26' (грубая игра)(КС),Ананко, 32' (грубая игра)(С) Сафронов, 41' (опасная игра)(КС),Хлестов, 53' (грубая игра)(С) Горлукович, 74' (толчок соперника рукой)(С) | |                                                           |
| Спартак | 2:0 (1:0)                                                                                                | Крылья Советов                                            |
| Горлукович, 38' (с пенальти) Бузникин, 61' | Голы |                                                           |

#### 10 тур. Крылья Советов — Черноморец 1:0
В начале матча гости провели атаку на ворота самарцев. Авалян из глубины поля отдал через спины защитников точный и своевременный пас Сафронову, остановить которого опекавший его Геращенко смог только борцовским приёмом. Баскаков не раздумывая назначил пенальти. Виталий Сафронов точно пробил в левый нижний угол. В этом сезоне «Крылья» открыв счёт обычно всегда его удерживали. В середине первого тайма Русак в падении головой попал мячом в штангу. Удар Сафронова со средней дистанции отбил вратарь «Черноморца».
Во втором тайме гости имели территориальное преимущество. первые тридцать минут после перерыва «Крылья» редко переходили на половину гостей, но «Черноморец» смог создать всего один по-настоящему опасный момент. Но Шишкин смог в невероятном броске отбить мяч.

| 17 мая, 1997 +15 °C | \| Крылья Советов \| 1:0 (1:0) \| Черноморец \| \| Сафронов, 5' (с пенальти) \| Голы \| \| | Стадион: Металлург, Самара Зрителей: 15000 Судья: Баскаков |
| · Крылья Советов: Шишкин, Шишкин С., Мазур, Резанцев, Попхадзе, Лузякин (Булатов, 35'), Цыганков, Иналишвили (Орешников, 65'), Сафронов, Минашвили (Лущан, 74'), Авалян · Черноморец: Руденко, Шкурин (Гордиюк, 78'), Русановский, Епископосян (Спандерашвили, 68'), Дёмин, Майоров, Геращенко, Русак (Глухов, 52'), Березнер, Догузов, Соловьёв · Сафронов, 69' (грубая игра)(КС), Резанцев, 81' (грубая игра)(КС) |                                                                                            |                                                            |
| Крылья Советов | 1:0 (1:0)                                                                                  | Черноморец                                                 |
| Сафронов, 5' (с пенальти) | Голы                                                                                       |                                                            |

#### 11 тур. КАМАЗ-Чаллы — Крылья Советов 3:0
| 24 мая, 1997 +26 °C | \| КАМАЗ-Чаллы \| 3:0 (2:0) \| Крылья Советов \| \| Бабенко, 7' Джишкариани, 35' Бабенко, 64' (со штрафного) \| Голы \| \| | Стадион: КАМАЗ, Набережные Челны Зрителей: 7000 Судья: Зуев |
| · КАМАЗ-Чаллы: Мартинкенас, Варламов, Ефремов, Клонцак, Югрин (Матвеев, 76'), Жутаутас, Тропанец, Заярный (Борозна, 84'), Джишкариани, Бабенко, Тихонов (Дегтярёв, 69') · Крылья Советов: Шишкин, Шишкин С., Мазур, Резанцев, Орешников (Иналишвили, 46'), Лущан, Цыганков, Попхадзе (Минашвили, 46'), Сафронов (Циклаури, 72'), Булатов, Авалян · Орешников, 41' (грубая игра)(КС), Бабенко, 43' (грубая игра)(К), Югрин, 61' (грубая игра)(К), Авалян, 78' (грубая игра)(КС) · Авалян, 89' (грубая игра) | |                                                             |
| КАМАЗ-Чаллы | 3:0 (2:0) | Крылья Советов                                              |
| Бабенко, 7' Джишкариани, 35' Бабенко, 64' (со штрафного) | Голы |                                                             |

#### 12 тур. Крылья Советов — ЦСКА 1:0
В первый тайм «Крылья» переиграли гостей. Активен был Цыганков, Булатов переиграл соперников в центре поля, а однажды чуть не забил, но пробил неточно. Первую опасную атаку ЦСКА провёл перед перерывом, Попхадзе в подкате выбил мяч на угловой. Во втором тайме армейцы прибавили, они стали действовать энергичней хозяев. Семак опасно пробил по воротам, но Шишкин смог дотянуться до мяча. За 8 минут до конца Семак бил, казалось, наверняка, Шишкин смог парировать и этот удар. За 5 минут до конца Цыганков на правом фланге вбросил мяч из аута Лузякину, который сделал передачу в штрафную Аваляну. Авалян прицельно пробил в дальний угол, вратарь отбил мяч на угловой. Угловой подал Сафронов, Минашвили выпрыгнул выше всех и пробил по воротам.
| 31 мая, 1997 +21 °C | \| Крылья Советов \| 1:0(0:0) \| ЦСКА \| \| Минашвили, 83' \| Голы \| \| | Стадион: Металлург, Самара Зрителей:18000 Судья: Куличенков |
| · Крылья Советов: Шишкин, Шишкин С. (Лузякин, 62'), Мазур, Попхадзе, Орешников, Макеев (Лущан, 46'), Цыганков, Циклаури (Минашвили, 73'), Сафронов, Булатов, Авалян · ЦСКА: Новосадов, Агеев (Мамчур, 56'), Лобжанидзе, Боков, Семак, Первушин (Цаплин, 88'), Хомуха, Ульянов (Савельев, 63'), Минько, Кулик, Герасимов · Макеев, 25' (грубая игра)(КС), Лущан, 76' (грубая игра)(КС) |                                                                          |                                                             |
| Крылья Советов | 1:0(0:0)                                                                 | ЦСКА                                                        |
| Минашвили, 83' | Голы                                                                     |                                                             |

#### 13 тур. Зенит — Крылья Советов 0:0
| 14 июня, 1997 +28 °C | \| Зенит \| 0:0 \| Крылья Советов \| | Стадион: Петровский, Санкт-Петербург Зрителей: 6000 Судья: : Валентин Иванов |
| · Зенит: Березовский, Д.Давыдов, Кондрашов, Игонин, Лепёхин (Бобров, 46'), Вернидуб, Белоцерковец, Дмитриев (Панов, 69'), Зазулин, Лебедь, Свистунов (Стумбрис, 60') · Крылья Советов: Шишкин, Шишкин С., Попхадзе, Лузякин, Орешников, Макеев, Цыганков, Циклаури (Минашвили, 63'), Сафронов, Булатов, Авалян (Лущан, 90') · Кондрашов, 47' (грубая игра)(З), Бобров, 52' (грубая игра)(З), Макеев, 61' (грубая игра)(КС) Сафронов, 76' (грубая игра)(КС) |                                      |                                                                              |
| Зенит | 0:0                                  | Крылья Советов                                                               |

#### 14 тур. Тюмень — Крылья Советов 1:0
| 18 июня, 1997 +16 °C | \| Тюмень \| 1:0 (0:0) \| Крылья Советов \| \| Жуков, 65' \| Голы \| \| | Стадион: Металлург, Самара Зрителей: 4000 Судья: Бутенко |
| · Тюмень: Масленников, Колотовкин, Буров (Боровской, 88'), Жиров, Жуков, Бессмертный, Луговкин (Савченко, 83'), Татаркин (Павленко, 46'), Призетко, Татарчук, Потыльчак · Крылья Советов: Шишкин, Шишкин С., Попхадзе, Лузякин, Орешников, Макеев, Цыганков, Циклаури (Минашвили, 40'), Сафронов, Булатов, Авалян (Лущан, 80') · Булатов, 21' (грубая игра)(КС),Орешников, 70' (грубая игра)(КС), Боровской, 89' (недисцип. поведение)(Т) · Булатов, 41' (грубая игра)(КС) |                                                                         |                                                          |
| Тюмень | 1:0 (0:0)                                                               | Крылья Советов                                           |
| Жуков, 65' | Голы                                                                    |                                                          |

#### 15 тур. Крылья Советов — Балтика 0:0
| 25 июня, 1997 +29 °C | \| Крылья Советов \| 0:0 \| Балтика \| | Стадион: Металлург, Самара Зрителей: 18000 Судья: Николай Иванов |
| · Балтика: Шанталосов, Р.Аджинджал, Перминов, Герасимец, Даев, Румянцев, Навоченко, Яблонский, Низовцев, Баранов, Б.Аджинджал · Крылья Советов: Шишкин, Шишкин С., Лузякин, Резанцев (Грибов, 46'), Орешников, Макеев, Цыганков (Аверьянов, 66'), Попхадзе, Сафронов, Минашвили (Махлюф, 71'), Авалян · Орешников, 30' (грубая игра)(КС), Резанцев, 34' (грубая игра)(КС),Перминов, 86' (грубая игра) (Б) |                                        |                                                                  |
| Крылья Советов | 0:0                                    | Балтика                                                          |

16 тур. Ростсельмаш — Крылья Советов 1:1
С первых минут матча «Ростсельмаш» пошёл в атаку. Ханкеев на скорости раскрутил на левой бровке соперников и отдал пас на ход Куприянову, Шишкин не сумел зафиксировать мяч, который ударился о штангу и покатился вдоль линии ворот, однако защитники успели выбить его прежде, чем ростовчане пошли на добивание. Маслов пробил с десяти метров точно в Шишкина. Упустил хороший момент Антонович. Постепенно «Крылья» забрали инициативу у хозяев поля. Незадолго до конца тайма быстрая комбинация гостей завершилась мощным ударом Аверьянова, но под мяч бросился защитник и спас «Ростсельмаш». Уже через 30 секунд в результате следующей атаки самарцы открыли счёт. Авалян вывел один на один с Савченко Булатова, который обыграв вратаря спокойно закатил мяч в пустые ворота. Вскоре уже Авалян перекинул мяч через Савченко, но мяч из пустых ворот вынес Градиленко.
Во втором тайме «Крылья Советов» не ослабили натиска и могли забить ещё. Савченко выручает хозяев после удара Булатова в дальний угол метров с шестнадцати. На 68 минуте хозяева смогли сравнять счёт. Бондарь метров с двадцати пробил в левую от вратаря шестёрку. После 16 тура «Крылья» с 19 очками расположились на 11 месте.
| 2 июля, 1997 +28 °C | \| Ростсельмаш \| 1:1 (0:1) \| Крылья Советов \| \| Бондарь, 68' \| Голы \| Булатов, 38' \| | Стадион: Ростсельмаш, Ростов-на-Дону Зрителей: 9000 Судья: Анохин |
| · Ростсельмаш: Савченко, Куприянов, Градиленко, Воронов, Гущин, Ханкеев, Антонович, Коваленко, Бондарь (Гриднев, 87'), Пестряков (Фишман, 56'), А.Маслов · Крылья Советов: Шишкин, Шишкин С., Мазур, Попхадзе (Резанцев, 46'), Орешников, Макеев, Цыганков, Аверьянов, Сафронов (Минашвили, 86'), Булатов, Авалян (Циклаури, 83') · Сафронов, 52' (грубая игра)(КС), Гущин, 73' (грубая игра)(Р) |                                                                                             |                                                                   |
| Ростсельмаш | 1:1 (0:1)                                                                                   | Крылья Советов                                                    |
| Бондарь, 68' | Голы                                                                                        | Булатов, 38'                                                      |

17 тур. Крылья Советов — Локомотив M 1:0
Самарцы начали уверенно, сначала Аверьянов опасно прострелил с правого фланга, затем удар по воротам нанёс Виктор Булатов, но мяч, пущенный в дальний угол, на несколько сантиметров разминулся с «девяткой». Затем, в течение 10—15 минут мяч почти не покидал половину поля «Крыльев». Именно в это время гости упустили самые реальные моменты для взятия ворот самарцев. Сначала острую фланговую передачу сделал Смирнов, и на мяч из-под защитника вылетел Веселов, но вратарь «Крыльев Советов» чудом отразил удар с близкого расстояния. Чуть позже Попхадзе прервал острый выпад Бородюка. И, наконец, тот же Бородюк опасно пробил с линии штрафной, но Шишкин был начеку. К концу тайма хозяева завладели инициативой и были близки к тому, чтобы открыть счёт. Дважды опасно бил по воротам Овчинникова Минашвили. Три самарца не смогли замкнуть прострел после углового. В перерыве Аверьянов выпустил на поле новичка «Крыльев» — Сергея Булатова. Крылья заметно оживились и в течение 20 минут не позволяли мячу пересекать среднюю линию поля. Овчинникову пришлось спасать ворота после прорыва Виктора Булатова, а вскоре после подачи углового отразить дальний удар его однофамильца. . «Крылья» не давали «Локомотиву» времени для передышки и вскоре забили гол. Сергей Булатов подал угловой, и Минашвили головой отправил мяч в ворота, удар был дальним, но настолько точным, что Овчиннкиов ничего не смог поделать. В оставшееся время «Крылья» позволили соперникам только два удара со средней дистанции. Последнюю атаку гостей прервал финальный свисток судьи, что удивило вратаря москвичей, который бросился проверять у судьи секундомер и получил за это жёлтую карточку.
После первого круга «Крылья» набрали 22 очка при этом ни в одном матче они не забили больше одного мяча.
| 9 июля, 1997 +22 °C | \| Крылья Советов \| 1:0 (0:0) \| Локомотив \| \| Минашвили, 60' (с углового) \| Голы \| \| | Стадион: Металлург, Самара Зрителей: 18000 Судья: Безубяк |
| · Крылья Советов: Шишкин, Шишкин С., Мазур, Попхадзе, Орешников, Макеев, Цыганков (Циклаури, 24'), Аверьянов (Буши, 65'), Минашвили, Булатов, Авалян (Булатов С., 46') · Локомотив: Овчинников, Черевченко, Дроздов, Харлачев (Джанашия, 67'), Соломатин, Чугайнов, Косолапов, Гуренко, Бородюк (Лоськов, 61'), Смирнов (Маминов, 54'), Веселов · Смирнов, 13' (грубая игра)(Л), Джанашия, 76' (недисциплинированное поведение)(Л),Попхадзе, 76' (недисциплинированное поведение)(КС), Макеев, 90' (грубая игра)(КС), Овчинников, 91' (несогласие с решением арбитра)(Л) |                                                                                             |                                                           |
| Крылья Советов | 1:0 (0:0)                                                                                   | Локомотив                                                 |
| Минашвили, 60' (с углового) | Голы                                                                                        |                                                           |

### Второй круг

#### 18 тур. Крылья Советов — Локомотив" HH 4:0
Первый раз в этом сезоне «Крылья» забили больше одного мяча. Уже в первом тайме только вратарь и невезение самарцев помогли «Локомотиву» избежать разгромного счёта, могли отличиться и Минашвили, и Авалян, и Виктор Булатов, а первым забил Циклаури с линии штрафной.
Вскоре Сацункевич в невероятном броске отбил мяч из нижнего угла после удара Минашвили. К середине тайма у Локомотива стали получаться контратаки, самарскому вратарю несколько раз пришлось поработать, сначала Шишкин забрал мяч в ногах Казакова, потом взял мяч после того как Кураев мощно пробил штрафной. На 33 минуте Циклаури навесил мяч в штрафную, Минашвили сбросил его на Булатова, который сделал счёт 2:0. Гостям стало нечего терять и концовку тайма они провели в постоянных атаках.
В конце матча железнодорожники перестали успевать за нападением хозяев. На 80 минуте сергей Булатов сделал счёт крупным, а на 89 минуте Махлюф забил с передачи Сергея Булатова.
| 16 июля, 1997 18 °C | \| Крылья Советов \| 4:0 (2:0) \| Локомотив HH \| \| Циклаури, 16' Булатов, 33' Булатов С., 80' Махлюф, 89' \| Голы \| \| | Стадион: Металлург, Самара Зрителей: 16000 Судья: Лапин |
| · Крылья Советов: Шишкин, Шишкин С., Мазур, Резанцев, Орешников, Циклаури (Сафронов, 62'), Цыганков, Аверьянов, Минашвили (Махлюф, 79'), Булатов, Авалян (Булатов С., 66') · Локомотив НН: Сацункевич, Балтушникас, Нижегородов, Кураев, Липко, Казаков, Быстров (Джубанов, 39'), Зубков (Мордвинов, 37'), Рапейко, Дурнев (Ионанидзе, 57'), Мухамадиев · Орешников, 38' (недисциплинированное поведение)(КС), Казаков, 61' (грубая игра)(Л) | |                                                         |
| Крылья Советов | 4:0 (2:0) | Локомотив HH                                            |
| Циклаури, 16' Булатов, 33' Булатов С., 80' Махлюф, 89' | Голы |                                                         |

#### 19 тур. Факел — Крылья Советов 2:2
| 16 марта, 1997 +22 °C | \| Факел \| 2:2 (2:2) \| Крылья Советов \| \| Овсянников, 16' Шмаров, 18' \| Голы \| Булатов, 23' Булатов С., 28' \| | Стадион: Центральный стадион профсоюзов, Воронеж Зрителей: 23000 Судья: Безябяк |
| · Факел: Городов, А.Морозов, Бескровный, Щеголев, Прохоров (Шипилов, 41'), Степин, Ямлиханов, Елсуков, Шмаров (Неучев, 76'), Сёмин, Овсянников (Зинич, 57') · Крылья Советов: Шишкин, Шишкин С. (Лущан, 81'), Мазур, Попхадзе, Циклаури (Сафронов, 22'), Макеев, Цыганков, Аверьянов, Булатов С. (Минашвили, 72'), Булатов, Авалян · Сафронов, 30' (грубая игра)(КС), Шмаров, 39' (грубая игра)(Ф),Попхадзе, 53' (грубая игра)(КС), Елсуков, 60' (грубая игра)(Ф), Городов, 76' (несогласие с решением арбитра)(Ф), Шишкин С., 78' (грубая игра)(КС) | |                                                                                 |
| Факел | 2:2 (2:2) | Крылья Советов                                                                  |
| Овсянников, 16' Шмаров, 18' | Голы | Булатов, 23' Булатов С., 28'                                                    |

#### 20 тур. Крылья Советов — Динамо 0:1
| 6 августа, 1997 +19 °C | \| Крылья Советов \| 0:1 (0:1) \| Динамо \| \| \| Голы \| Терехин, 12' \| | Стадион: Металлург, Самара Зрителей: 26000 Судья: Гусев |
| · Крылья Советов: Шишкин, Шишкин С., Мазур, Попхадзе, Орешников (Лущан, 75'), Сафронов, Цыганков, Аверьянов, Булатов С. (Циклаури, 58'), Булатов, Авалян (Минашвили, 69') · Динамо: Тяпушкин, Точилин (Кулев, 88'), Ковтун, Островский, Штанюк, Кобелев, Куценко (Кораблев, 70'), Скоков, Кульчий, Некрасов, Терехин · Штанюк, 54' (грубая игра)(Д), Островский, 66' (грубая игра)(Д) |                                                                           |                                                         |
| Крылья Советов | 0:1 (0:1)                                                                 | Динамо                                                  |
| | Голы                                                                      | Терехин, 12'                                            |

#### 21 тур. Алания — Крылья Советов 1:1
| 2 августа, 1997 +20 °C | \| Алания \| 1:1 (0:1) \| Крылья Советов \| \| Яновский, 60' \| Голы \| Булатов С., 40' (с пенальти) \| | Стадион: Спартак, Владикавказ Зрителей: 20000 Судья: Жафяров |
| · Алания: , Корниенко, Тимофеев, Жутаутас, Джиоев (Агаев, 58'), Цвейба, Тедеев, Яновский, Кобиашвили, Канищев, Ашветия (Сикоев, 29') · Крылья Советов: Шишкин, Шишкин С., Мазур, Попхадзе, Орешников, Макеев (Лущан, 86'), Цыганков, Аверьянов, Булатов С. (Минашвили, 66'), Булатов, Авалян (Сафронов, 46') · Шишкин, 44' (затяжка времени)(КС), Кобиашвили, 60' (грубая игра)(А), Тимофеев, 73' (недисцип. поведение)(А), Яновский, 81' (грубая игра)(А), Сафронов, 89' (грубая игра)(КС), Корниенко, 90' (грубая игра)(А) | |                                                              |
| Алания | 1:1 (0:1)                                                                                               | Крылья Советов                                               |
| Яновский, 60' | Голы | Булатов С., 40' (с пенальти)                                 |

#### 22 тур. Крылья Советов — Ротор 1:2
| 9 августа, 1997 +23 °C | \| Крылья Советов \| 1:2 (0:1) \| Ротор \| \| Булатов С., 46' \| Голы \| Веретенников, 38' Зернов, 63' \| | Стадион: Металлург, Самара Зрителей: 15000 Судья: Хусаинов |
| · Крылья Советов: Шишкин Шишкин С. Мазур Резанцев Орешников Циклаури (Сафронов, 46') Цыганков Аверьянов Минашвили (Авалян, 46') Булатов Булатов С. (Махлюф, 77') · Ротор: Захарчук Шмарко Геращенко Тищенко (Кривов, 53') Беркетов Борзенков Зубко Зернов (Нидергаус, 68') Веретенников Есипов Абрамов (Олеников, 80') · Есипов, 83' (грубая игра)(Р) | |                                                            |
| Крылья Советов | 1:2 (0:1)                                                                                                 | Ротор                                                      |
| Булатов С., 46' | Голы | Веретенников, 38' Зернов, 63'                              |

23 тур. Жемчужина — Крылья Советов 0:1
«Крылья» не проигрывали в Сочи уже четыре года подряд, не стал исключением и этот матч, хотя составы команд увеличивали шансы «Жемчужины». В составе хозяев вернулись дисквалифицированный либеро Новгородов и Ещенко, а у самарцев отсутствовал Юрий Шишкин и в ворота встал молодой Слободько, два года просидевший в запасе. Но Слободько уверенно и надёжно отстоял в воротах, а вот новички «Жемчужины» без игровой практики и сыгранности с партнёрами, частенько ошибались в обороне. На 2 минуте отбив стартовую атаку сочинцев, Цыганков от центральной линии сделал длинную передачу Аваляну, который технично перебросил мяч через вышедшего вратаря. По ходу игры самарцы выглядели острее и техничнее, в первом тайме Минашвили и Макеев имели шансы увеличить счёт. Аккуратно сыграли в обороне защитники самарцев. На 18-й минуте Авалян верхом сделал передачу на Минашвили, который опасно, но неточно пробил головой. В начале второго тайма гости решили упрочить своё преимущество. На 49-й минуте мог отличиться Цыганков . За 14 минут до конца в очередной раз на левом фланге провалился Ещенко, и Орешников сделал прострел во вратарскую на Сафронова, от ноги которого мяч, скользнув по перекладине, ушёл за пределы поля. На 84-й минуте Орешников вывел к воротам хозяев Сергея Булатова, но он пробил мимо.
После 23 тура «Крылья Советов» набрали 30 очков и заняли 9 место.
| 16 августа, 1997 +26 °C | \| Жемчужина \| 0:1 (0:1) \| Крылья Советов \| \| \| Голы \| Авалян, 2' \| | Стадион: Центральный, Сочи Зрителей: 4500 Судья: Анохин |
| · Жемчужина: Крюков, Бондарук, Новгородов, Гальмаков, Ещенко, Санько, Кузнецов, Матвиенко (Коваленко, 46'), Гогричиани, Сулейманов (Какосьян, 76'), Богатырёв (Гогиашвили, 58') · Крылья Советов: Слободько, Шишкин С., Мазур, Попхадзе, Орешников, Макеев, Цыганков, Аверьянов (Резанцев, 70'), Минашвили (Булатов С., 58'), Булатов, Авалян (Сафронов, 69') · Бондарук, 27' (грубая игра) (Ж), Булатов, 54' (недисциплинированное поведение)(КС), Кузнецов, 60' (грубая игра)(Ж) |                                                                            |                                                         |
| Жемчужина | 0:1 (0:1)                                                                  | Крылья Советов                                          |
| | Голы                                                                       | Авалян, 2'                                              |

#### 24 тур. Крылья Советов — Шинник 0:0
| 23 августа, 1997 +21 °C | \| Крылья Советов \| 0:0 \| Шинник \| | Стадион: Металлург, Самара Зрителей: 10000 Судья: Фролов |
| · Крылья Советов: Слободько Шишкин С. Мазур Попхадзе Орешников Макеев (Сафронов, 46') Цыганков Аверьянов Булатов С. (Махлюф, 70') Булатов Авалян (Минашвили, 46') · Шинник: Корнюхин, Потехин, Соловцов, Леонченко, Корнаухов, Казалов, Гришин (Щиголев, 88'), Путилин, Енин, Вязьмикин, Бычков (Снытко, 78') · Авалян, 14' (недисциплинированное поведение)(КС), Орешников, 38' (грубая игра)(КС), Булатов С., 53' (недисциплинированное поведение)(КС), Леонченко, 88' (грубая игра) |                                       |                                                          |
| Крылья Советов | 0:0                                   | Шинник                                                   |

#### 25 тур. Торпедо-Лужники — Крылья Советов 0:1
| 30 августа, 1997 +19 °C | \| Торпедо-Лужники \| 0:1 (0:0) \| Крылья Советов \| \| \| Голы \| Шишкин С., 81' (с углового) \| | Стадион: Лужники, Москва Зрителей: 1500 Судья: Левников |
| · Торпедо-Лужники: Воробьёв, Орловский, Хохлов, Круковец, Кошелюк (Аломерович, 67'), Бушманов, Призетко, Самарони, Гашкин, Янкаускас, Карлос Альберто (Боциев, 59') · Крылья Советов: Шишкин, Шишкин С., Мазур, Попхадзе, Орешников, Сафронов, Цыганков, Аверьянов, Минашвили (Макеев, 85'), Булатов, Авалян (Циклаури, 75') · Минашвили, 8' (задержка руками) (КС), Цыганков, 45' (грубая игра)(КС) |                                                                                                   |                                                         |
| Торпедо-Лужники | 0:1 (0:0)                                                                                         | Крылья Советов                                          |
| | Голы                                                                                              | Шишкин С., 81' (с углового)                             |

26 тур. Крылья Советов — Спартак 1:2

С первых минут игра пошла в быстром темпе, мяч в центре почти не задерживался. Уже на 2 минуте Минашвили едва не замкнул прострел с правого фланга. Следом мяч после удара Попхадзе попал в своего же игрока. На 5 минуте Булатов не попадает в ворота с одиннадцати метров.
На 21 минуте хорошую возможность забить упустил нападающий хозяев Сафронов. Спартаковцы в основном проводили дальние удары.
В перерыве Романцев заменил Лутовинова на Ширко, а вскоре Робсона. Игра «Спартака» обострилась, а «Крылья» начали играть на контратаках. Самый яркий эпизод встречи возник в середине второго тайма, Аверьянов в одиночку прошёл с мячом от центра поля к штрафной гостей, удар однако оказался немного не точным. А на 72 минуте Спартак забил. самарцы нарушили правила в пятнадцати метрах от линии штрафной.
Ромащенко нанёс удар со штрафного, Шишкин не смог удержать скользкий мяч который добил Кечинов .
Уже через несколько минут Циклаури имел возможность забить Филимонову, но отправил мяч намного выше ворот. Через 10 минут Циклаури сделал передачу Минашвили, который без помех забил «Спартаку». Недолго радовались болельщики хозяев, на 87 минуте Тихонов нанёс с двадцати метров точный удар в правый угол ворот.

| 3 сентября, 1997 +10 °C | \| Крылья Советов \| 1:2 (0:0) \| Спартак \| \| Минашвили, 84' \| Голы \| Кечинов, 72' Тихонов, 87' \| | Стадион: Металлург, Самара Зрителей: 26000 Судья: Гусев |
| · Крылья Советов: Шишкин, Шишкин С., Мазур, Попхадзе, Орешников, Сафронов, Цыганков, Аверьянов, Минашвили, Булатов, Авалян (Циклаури, 59') · Спартак: Филимонов, Горлукович, Хлестов, Головской, Ромащенко, Лутовинов (Ширко, 46'), Робсон (Мелешин, 59'), Аленичев, Бахарев, Кечинов, Тихонов, · Орешников, 71' (грубая игра)(КC) | |                                                         |
| Крылья Советов | 1:2 (0:0)                                                                                              | Спартак                                                 |
| Минашвили, 84' | Голы                                                                                                   | Кечинов, 72' Тихонов, 87'                               |

#### 27 тур. Черноморец — Крылья Советов 3:0
| 13 сентября, 1997 +25 °C | \| Черноморец \| 3:0 (2:0) \| Крылья Советов \| \| Березнер, 22' (с углового) Соловьёв, 37' Березнер, 48' \| Голы \| \| | Стадион: Труд, Новороссийск Зрителей: 000 Судья: Лапин |
| · Черноморец: Руденко, Шкурин, Берадзе, Степушкин, Дёмин, Майоров, Соловьёв, Геращенко, Березнер (Бельков, 60') (Лепик, 74'), Догузов, Спандерашвили (Остриков, 86') · Крылья Советов: Шишкин, Шишкин С., Мазур, Попхадзе, Орешников, Булатов С. (Сафронов, 68'), Цыганков (Циклаури, 27'), Аверьянов, Минашвили (Авалян, 46'), Булатов, Резанцев · Орешников, 28' (задержка руками)(КС), Резанцев, 47' (задержка руками)(КС), Степушкин, 65' (задержка руками)(Ч) | |                                                        |
| Черноморец | 3:0 (2:0) | Крылья Советов                                         |
| Березнер, 22' (с углового) Соловьёв, 37' Березнер, 48' | Голы |                                                        |

#### 28 тур. Крылья Советов — КАМАЗ-Чаллы 4:0
| 20 сентября, 1997 +21 °C | \| Крылья Советов \| 4:0 (2:0) \| КАМАЗ-Чаллы \| \| Авалян, 24' Булатов, 31' Булатов С., 62' Сафронов, 67' \| Голы \| \| | Стадион: Металлург, Самара Зрителей: 17000 Судья: Жафяров (Москва) |
| · Крылья Советов: Слободько, Шишкин С., Мазур, Попхадзе, Орешников, Сафронов, Цыганков, Аверьянов, Минашвили (Булатов С., 46'), Булатов (Иналишвили, 75'), Авалян (Махлюф, 67') · КАМАЗ-Чаллы: Мартешкин, Варламов, Ефремов, Матвеев (Шевченко, 72'), Югрин, Лухвич, Тропанец, Заярный (Дегтярёв, 71'), Евдокимов, Шуканов, Джишкариани (Маркос, 81'), · Югрин, 40' (грубая игра)(К) | |                                                                    |
| Крылья Советов | 4:0 (2:0) | КАМАЗ-Чаллы                                                        |
| Авалян, 24' Булатов, 31' Булатов С., 62' Сафронов, 67' | Голы |                                                                    |

#### 29 тур. ЦСКА — Крылья Советов 1:2
На 88 минуте Кузнецов не реализовал пенальти
| 27 сентября, 1997 +5 °C | \| ЦСКА \| 1:2 (0:2) \| Крылья Советов \| \| Хомуха, 90' (со штрафного) \| Голы \| Циклаури, 5' Авалян, 43' \| | Стадион: Динамо, Москва Зрителей: 3000 Судья: Фролов (Раменское) |
| · ЦСКА: Кутепов, Кузнецов, Агеев (Седунов, 46'), Первушин (Мовсесьян, 46'), Семак, Шустиков, Хомуха, Гришин, Минько, Кулик, Герасимов (Коровушкин, 73') · Крылья Советов: Шишкин, Шишкин С., Мазур, Попхадзе, Орешников, Сафронов, Цыганков (Макеев, 55'), Аверьянов, Циклаури (Булатов С., 46'), Булатов Авалян (Минашвили, 73') · Агеев, 19' (грубая игра)(Ц), Булатов, 23' (грубая игра)(КС), Коровушкин, 80' (грубая игра)(Ц), Булатов С., 82' (грубая игра)(КС) | |                                                                  |
| ЦСКА | 1:2 (0:2) | Крылья Советов                                                   |
| Хомуха, 90' (со штрафного) | Голы | Циклаури, 5' Авалян, 43'                                         |

30 тур. Крылья Советов — Зенит 1:0

Перед матчем губернатор самарской области Константин Титов вручил четырнадцати футболистам «Крыльев» удостоверения и значки мастеров спорта, за выход в полуфинал Кубка России. Александр Николаевич Аверьянов получил знак «Отличник физической культуры и спорта».
Уже на первых минутах матча Попович с четырнадцати метров нанёс удар по воротам Шишкина, мяч успел отбить защитник «Крыльев».
В целом первый тайм прошёл с территориальным преимуществом самарцев, хотя гости и имели возможности забить. Герасимец за секунды до свистка на перерыв ударил в дальний от Шишкина угол ворот, но мяч попал в крестовину.
К 20 минуте второго тайма Аверьянов сделал две замены, оживившие игру «Крыльев». За три минуты до конца матча Циклаури завладел мячом в борьбе с защитником на левом фланге, сделал передачу к центру штрафной площадки, где пробил Виктор Булатов. Мяч изменил направление попав в кого-то из защитников и у вратаря практически не было шансов его отбить. В оставшееся время гости могли сравнять счёт, Панова оказался без присмотра в штрафной крыльев, но поскользнулся на мокром от дождя поле.
| 4 октября, 1997 +14 °C | \| Крылья Советов \| 1:0 (0:0) \| Зенит \| \| Булатов, 85' \| Голы \| \| | Стадион: Металлург, Самара Зрителей: 19000 Судья: Иванов В. |
| · Крылья Советов: Шишкин, Шишкин С., Мазур, Попхадзе, Орешников, Сафронов, Булатов С. (Минашвили, 57'), Аверьянов, Циклаури, Булатов (Макеев, 90'), Авалян (Лущан, 69') · Зенит: Березовский, Д.Давыдов, Кондрашов, Кульков, Попов, Свистунов, Попович, Горшков, Зазулин, Панов, Герасимец (Осипов, 83') · Горшков, 60' (грубая игра)(З) |                                                                          |                                                             |
| Крылья Советов | 1:0 (0:0)                                                                | Зенит                                                       |
| Булатов, 85' | Голы                                                                     |                                                             |

#### 31 тур. Крылья Советов — Тюмень 1:0
| 14 октября, 1997 +17 °C | \| Крылья Советов \| 1:0 (0:0) \| Тюмень \| \| Булатов С., 80' (с пенальти) \| Голы \| \| | Стадион: Металлург, Самара Зрителей: 16000 Судья: Ибрагимов (Грозный) |
| · Крылья Советов: Шишкин, Шишкин С., Мазур, Попхадзе, Орешников (Лущан, 46'), Сафронов, Цыганков, Аверьянов, Минашвили (Резанцев, 87'), Булатов, Авалян (Булатов С., 58') · Тюмень: Масленников, Колотовкин, Бородкин, Жиров, Подпалый, Бессмертный, Павленко, Гончаров, Царенко, Татарчук (Бушманов, 84'), Потыльчак (Егунов, 81') · Колотовкин, 9' (грубая игра)(Т), Жиров, 13' (грубая игра)(Т), Подпалый, 72' (грубая игра)(Т) |                                                                                           |                                                                       |
| Крылья Советов | 1:0 (0:0)                                                                                 | Тюмень                                                                |
| Булатов С., 80' (с пенальти) | Голы                                                                                      |                                                                       |

#### 32 тур. Балтика — Крылья Советов 2:0
| 18 октября, 1997 ++12 °C | \| Балтика \| 2:0 (2:0) \| Крылья Советов \| \| Низовцев, 16' (с углового) Федьков, 41' \| Голы \| \| | Стадион: Балтика, Калининград Зрителей: 15000 Судья: Баскаков |
| Балтика: , Баранов, Яблонский, Горбачёв, Даев, Б.Аджинджал, Навоченко, Р.Аджинджал, Низовцев, Силин (Буйткус, 75'), Федьков (Апанавичюс, 88') Крылья Советов: Шишкин, Шишкин С., Мазур, Попхадзе, Орешников, Сафронов, Цыганков, Аверьянов, Булатов, Булатов С. (Минашвили, 46'), Авалян (Махлюф, 60') | |                                                               |
| Балтика | 2:0 (2:0)                                                                                             | Крылья Советов                                                |
| Низовцев, 16' (с углового) Федьков, 41' | Голы                                                                                                  |                                                               |

#### 33 тур. Крылья Советов" — Ростсельмаш 3:0
| 1 ноября, 1997 -4 °C | \| Крылья Советов \| 3:0 \| Ростсельмаш \| \| Булатов С., 50' (с пенальти) Булатов С., 75' Махлюф, 87' (со штрафного) \| Голы \| \| | Стадион: Металлург, Самара Зрителей: 12000 Судья: Иванов В. |
| · Крылья Советов: Шишкин, Попхадзе, Мазур, Резанцев, Орешников (Лущан, 41'), Булатов С. (Махлюф, 80'), Цыганков, Аверьянов, Сафронов, Булатов, Авалян (Минашвили, 46') · Ростсельмаш: Савченко, Мацыгура (Прудиус, 61'), Тернавский, Воронов, Дядюк, Гущин, Антонович, Дудник, Герасименко, Пестряков, С.Маслов · Тернавский, 84' (грубая игра)(Р) | |                                                             |
| Крылья Советов | 3:0 | Ростсельмаш                                                 |
| Булатов С., 50' (с пенальти) Булатов С., 75' Махлюф, 87' (со штрафного) | Голы |                                                             |

#### 34 тур. Локомотив М — Крылья Советов 2:1
«Крыльям Советов» для попадания в шестёрку лучших необходима была только победа, но и «Локомотив» в случае поражения мог опуститься ниже шестого места.
Первая же атака «Локомотива» оказалась результативной. Лоськов подал угловой, Шишкин задержался с выходом из ворот, и Маминов забил головой. После забитого гола опасные моменты стали создаваться в основном после штрафных. На 14 минуте Биджиев поймал мяч после сильного удара Резанцева. Дважды опасно бил Смирнов. Послу удара Гарина в падении Шишкин выручил самарцев. Незадолго до перерыва Авалян не попал по воротам, добивая мяч отскочивший от штанги. На 40 минуте Мазур получил второе предупреждение и покинул поле. Крылья остались в меньшинстве, но не сдались, уже шло добавочное время, когда Булатов смог сравнять счёт после паса Сафронова.
На 56-й минуте Лоськов сделал передачу которую получил Саркисян, дошёл до угла вратарской площадки и сильно пробил. Шишкин смог лишь отбить мяч перед собой, а подоспевший Гарин с трёх метров добил его в сетку. Оставшееся время «Крылья» пытались отыграться. В конце матча даже защитники пришли в штрафную «Локомотива».
| 9 ноября, 1997 | \| Локомотив \| 2:1 \| Крылья Советов \| \| Маминов, 11' (с углового) Гарин, 56' \| Голы \| Булатов С., 45' \| | Стадион: Локомотив, Москва Зрителей: 500 Судья: Левников |
| · Локомотив: Биджиев, Черевченко (Арифуллин, 46'), Пашинин (Дроздов, 56'), Саркисян, Соломатин, Чугайнов, Смирнов, Гуренко, Гарин (Веселов, 80'), Лоськов, Маминов · Крылья Советов: Шишкин, Шишкин С., Мазур, Резанцев, Орешников (Махлюф, 84'), Булатов С., Цыганков (Минашвили, 74'), Аверьянов, Сафронов, Булатов, Авалян (Попхадзе, 44') · Булатов, 22' (задержка руками)(КС), Мазур, 36' (грубая игра)(КС), Биджиев, 60' (недисциплинированное поведение)(Л), Саркисян, 83' (грубая игра)(Л), Веселов, 90' (откидка мяча)(Л) · Мазур, 40' (грубая игра)(КС) | |                                                          |
| Локомотив | 2:1 | Крылья Советов                                           |
| Маминов, 11' (с углового) Гарин, 56' | Голы | Булатов С., 45'                                          |